# Vision City
Vision City (en chino tradicional, 萬景峯) es un complejo residencial privado ubicado en el distrito de Tsuen Wan de los Nuevos Territorios en Hong Kong. El complejo está compuesto por cinco torres. Los edificios más altos en el complejo, las torres 2, 3 y 5, miden 195 m de altura y tienen 54 plantas. La torre 1 mide 192 m de altura y tiene 53 plantas. La torre 6 mide 183 m de altura y tiene 50 plantas. El complejo entero fue completado en 2007. La Vision City contiene 1 446 condominios y 138 000 m² de superficie.

## Galería

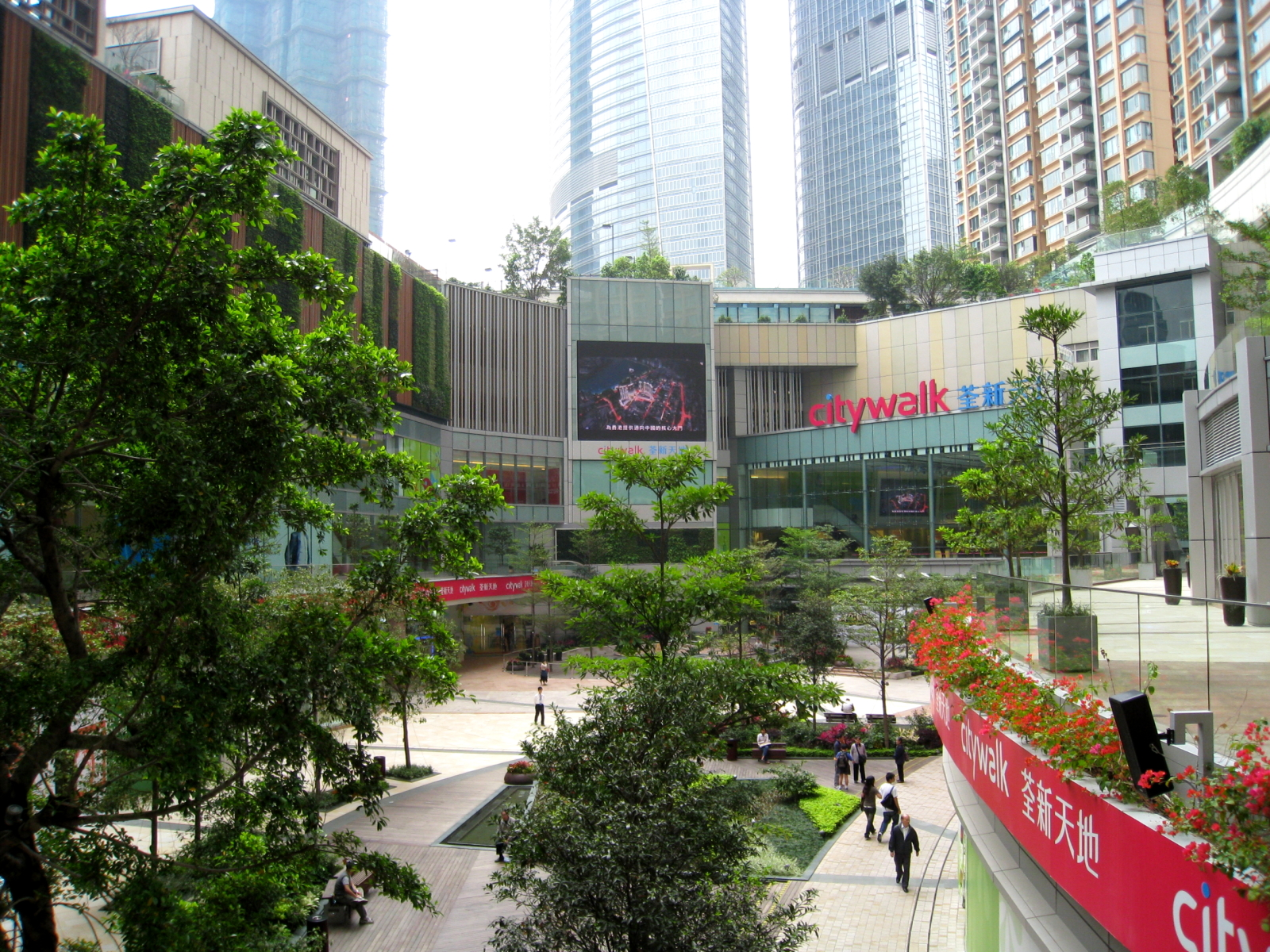
Centro Comercial Citywalk
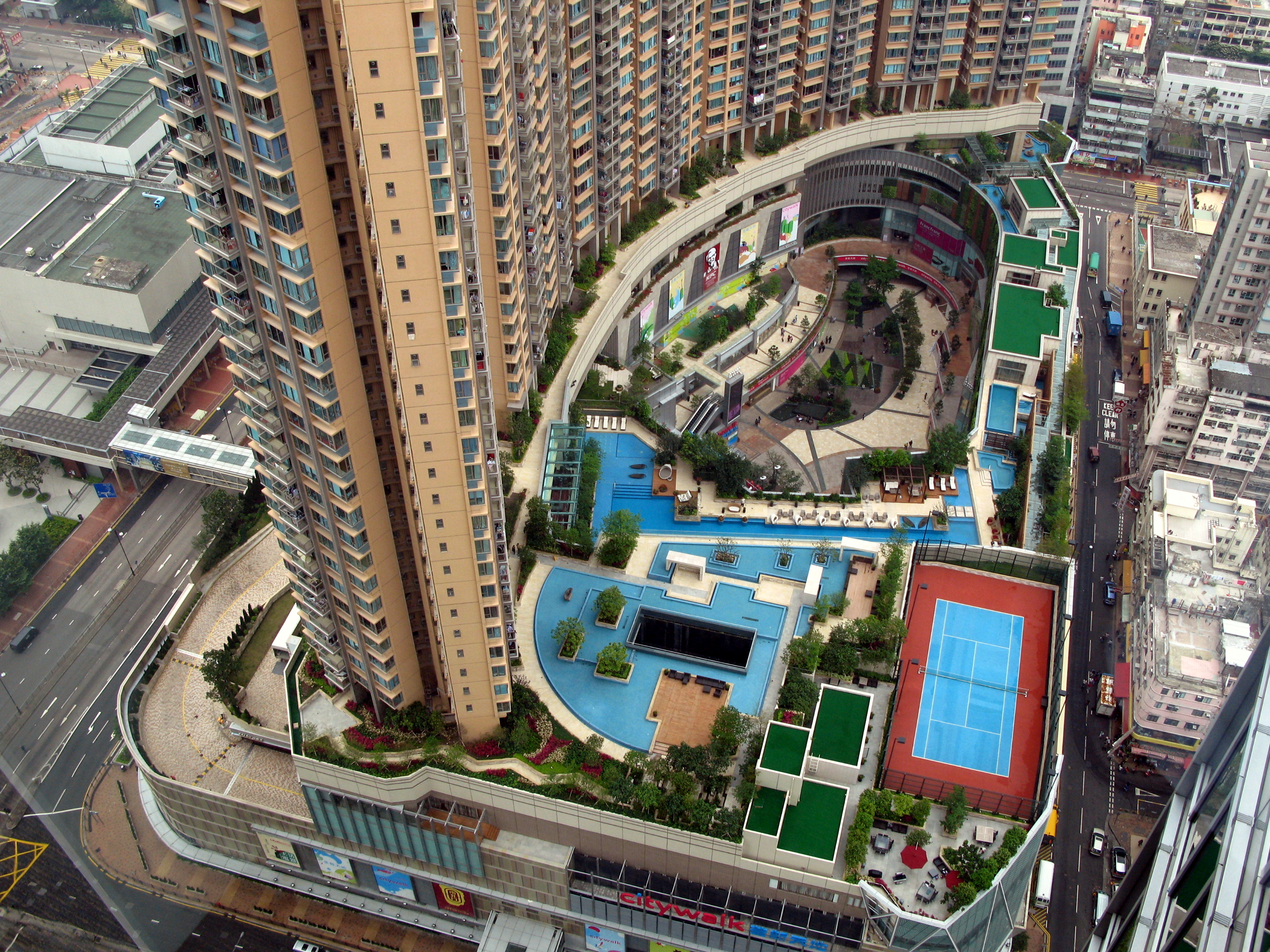
Vision City Fase 1 (jardín)
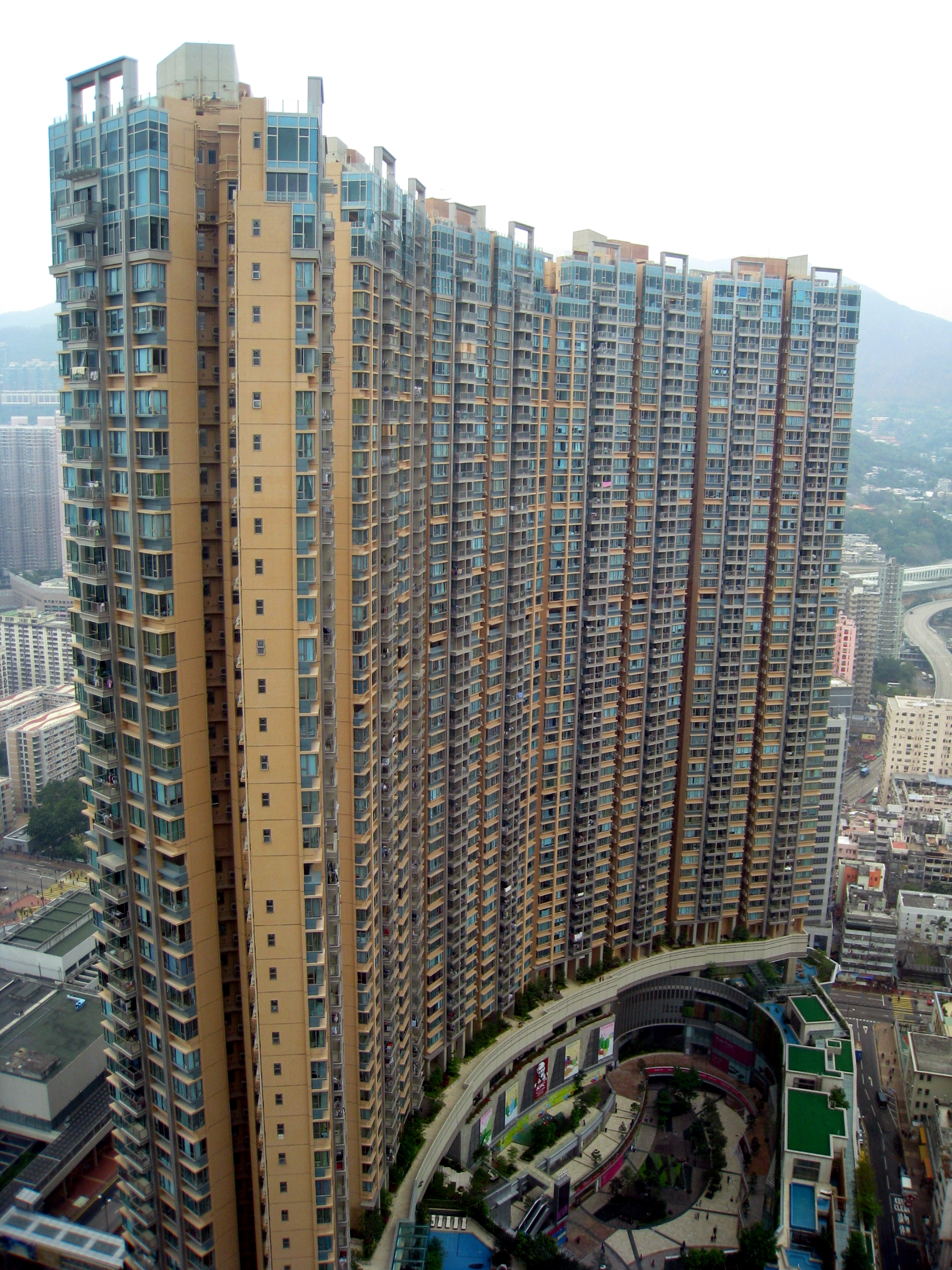
Vision City Fase 1 (vista)